# Not Quite Human
Not Quite Human is een televisiefilm uit 1987 onder regie van Steven Hilliard Stern. Jay Underwood, Alan Thicke, Robyn Lively, Joseph Bologna en Kristy Swanson hebben de hoofdrollen in de film.
De film gaat over een dokter (Thicke) die een androïde maakt die zich verschuilt in het lichaam van een tienerjongen (Underwood). Problemen ontstaan als de jongen naar de middelbare school moet en de dokter problemen krijgt met de rechten van de androïde.

## Rolverdeling
| Acteur          | Personage        |
| --------------- | ---------------- |
| Jay Underwood   | Chip Carson      |
| Alan Thicke     | Dr. Jonas Carson |
| Robyn Lively    | Becky Carson     |
| Joseph Bologna  | Gordon Vogel     |
| Robert Harper   | J.J. Derks       |
| Kristy Swanson  | Erin Jeffries    |
| Lili Haydn      | Jenny Beckerman  |
| Brandon Douglas | Scott Barnes     |
| Carey Scott     | Paul Fairgate    |
| Brian Cole      | Jake Blocker     |
| Sasha Mitchell  | Bryan Skelly     |
| Judy Starr      | Dr. Sondra Stahl |
| Greg Monaghan   | Coach Duckworth  |